# Sawin (gemeente)
De gemeente Sawin is een landgemeente in het Poolse woiwodschap Lublin, in powiat Chełmski.
De zetel van de gemeente is in Sawin.
Op 30 juni 2004 telde de gemeente 5698 inwoners.

## Oppervlakte gegevens
In 2002 bedroeg de totale oppervlakte van gemeente Sawin 190,2 km², waarvan:
- agrarisch gebied: 69%
- bossen: 24%

De gemeente beslaat 10,69% van de totale oppervlakte van de powiat.
Stand op 30 juni 2004:
| Omschrijving                   | Totaal | Totaal | Vrouwen | Vrouwen | Mannen | Mannen |
| ------------------------------ | ------ | ------ | ------- | ------- | ------ | ------ |
| eenheid                        | aantal | %      | aantal  | %       | aantal | %      |
| inwoners                       | 5698   | 100    | 2866    | 50,3    | 2832   | 49,7   |
| bevolkingsdichtheid (inw./km²) | 30     | 30     | 15,1    | 15,1    | 14,9   | 14,9   |

In 2002 bedroeg het gemiddelde inkomen per inwoner 1346,24 zł.

## Aangrenzende gemeenten
Chełm, Hańsk, Ruda-Huta, Wierzbica, Wola Uhruska